# Charency-Vezin
Charency-Vezin är en kommun i departementet Meurthe-et-Moselle i regionen Grand Est (tidigare regionen Lorraine) i nordöstra Frankrike. Kommunen ligger i kantonen Longuyon som tillhör arrondissementet Briey. År 2022 hade Charency-Vezin 616 invånare.

## Befolkningsutveckling
Antalet invånare i kommunen Charency-Vezin
| Referens: INSEE |